# St. Oswald (Dolna Austria)
St. Oswald, Sankt Oswald – gmina w Austrii, w kraju związkowym Dolna Austria, w powiecie Melk. Według danych Austriackiego Urzędu Statystycznego liczyła 1 121 mieszkańców (1 stycznia 2014).